# مارغريتا كورونا
مارغريتا كورونا (بالبرتغالية: Margarita Corona؛ بالإسبانية: Margarita Corona) هي ممثلة أرجنتينية وبرازيلية، ولدت في 1911 في ريو دي جانيرو في البرازيل، وتوفيت في 1983 في بوينس آيرس في الأرجنتين.

## أعمال

### أفلام
- (1970) القيثارة

## وصلات خارجية
- مارغريتا كورونا على موقع IMDb (الإنجليزية)
- مارغريتا كورونا على موقع قاعدة بيانات الفيلم (الإنجليزية)